# بيلي سيمبسون (فارس)
بيلي سيمبسون (بالإنجليزية: Billy Simpson)‏ هو فارس أسترالي، (و. 1840 – 1873 م).